# Трамонтана (Алесандрија)
Трамонтана је насеље у Италији у округу Алесандрија, региону Пијемонт.
Према процени из 2011. у насељу је живело 188 становника. Насеље се налази на надморској висини од 284 м.